# 알라딘 (2019년 영화)
《알라딘》(영어: Aladdin)은 2019년 개봉한 미국의 뮤지컬, 로맨스, 판타지, 모험 영화이자 25번째 천만 관객 돌파 영화이다. 가이 리치가 감독과 공동각본을 맡았으며, 월트 디즈니 픽처스에서 제작한다. 천일야화의 알라딘과 마법의 램프 이야기를 원작으로 하며, 1992년 동명 애니메이션 영화를 실사화한 작품이다.

## 줄거리
아라비아 도시 아그라바에서 고아가 된 성게 알라딘과 그의 원숭이 아부는 궁전에서의 보호 생활을 몰래 빠져나온 자스민 공주를 만난다. 그녀는 아버지의 뒤를 이어 술탄이 되기를 원하지만 대신 그녀의 왕실 구혼자 중 한 명과 결혼할 것으로 예상된다. 수상(Grand Vizier) 자파는 술탄을 전복시키려는 계획을 세우고 "거친 다이아몬드"만이 회수할 수 있는 요술 램프를 찾는다.
알라딘과 아부는 자스민을 만나기 위해 왕궁으로 잠입하던 중 자파에게 붙잡힌다. 그는 불가사의의 동굴에서 램프를 되찾는 대가로 알라딘을 재스민에게 깊은 인상을 남길 만큼 부자로 만들어 주겠다고 제안한다. 그곳에서 알라딘은 마법의 양탄자를 풀고 램프를 찾는다. 알라딘은 램프를 자파에게 주는데, 자파는 그를 두 번 교차시켜 그와 아부를 동굴로 발로 차지만 아부는 다시 램프를 훔친다.
동굴에 갇힌 알라딘은 램프를 문지르며 자신도 모르게 알라딘에게 세 가지 소원을 들어주는 힘을 가진 전능한 지니를 안으로 소환한다. 알라딘은 기술적으로 소원을 사용하지 않고 그들을 동굴 밖으로 데려온다. 자스민을 구애하기로 결심한 그는 왕자가 되고자 하는 공식적인 첫 번째 소원을 사용하고 세 번째 소원을 사용하여 지니를 예속에서 해방하고 그를 인간으로 만들겠다고 약속한다.
알라딘은 "아바봐(Ababwa)의 알리 왕자"로 아그라바에 화려하게 도착하지만 자스민에게 깊은 인상을주기 위해 고군분투한다. 알라딘의 시녀로 가장한 지니는 자스민의 시녀인 달리아와 서로 반한다. 알라딘과 자스민은 그가 그녀를 마법의 양탄자에 태울 때 유대감을 형성한다. 자신의 진정한 정체를 밝히도록 속은 그는 자신이 실제로는 왕자이고 아그라바를 탐험하기 위해 농부처럼 옷을 입고 있다고 그녀에게 거짓말을 한다.
자파는 알라딘의 정체를 발견하고 그가 살아남으면 그가 램프를 가지고 있음을 증명할 것이라는 것을 알고 그를 궁전 해자에 던진다. 지니는 알라딘을 구하고 두 번째 소원을 잃었다. 구출된 알라딘은 궁전으로 돌아와 자파르의 마법 코브라 지팡이를 파괴하고 술탄에 대한 주문을 끝내고 그의 음모를 드러낸다. 그런 다음 자파는 체포되어 지하 감옥에 수감된다. 술탄은 알라딘이 자스민과 결혼하도록 허락한다. 알라딘은 자신 없이는 자신의 가식을 유지할 수 있을지 확신이 서지 않고 지니를 풀어주겠다는 약속을 되풀이한다. 알라딘이 계속 거짓된 삶을 살고 싶어한다는 사실에 실망한 지니는 실망하며 램프로 후퇴한다.
앵무새 조수 이아고에 의해 풀려난 자파는 램프를 훔치고 지니의 새로운 주인이 된다. 그는 술탄이 되고자 하는 첫 번째 소원과 세계에서 가장 강력한 마법사가 되고자 하는 두 번째 소원을 사용한다. 그런 다음 자파는 알라딘을 폭로하고 그와 아부를 얼어 붙은 황무지로 추방하고 자스민이 그와 결혼하기로 동의하지 않는 한 술탄과 달리아를 죽이겠다고 위협한다. 결혼식장에서 자스민은 자파에게서 램프를 구해내고 마법의 양탄자에 의해 얼어붙은 황무지에서 구출된 알라딘과 아부와 함께 탈출하기 위해 마법의 양탄자 위로 뛰어든다. 알라딘과 자스민을 탈환하고 마법의 양탄자를 파괴하기 위해 샌드 트위스터를 사용하는 자파의 공격을 받는다.
알라딘은 자파가 지니의 두 번째 권력을 가지고 있다고 조롱하고 "우주에서 가장 강력한 존재"가 되려는 그의 마지막 소원을 사용하도록 그를 괴롭힌다. 자파는 지니로 변해 자신의 램프 안에 갇혀 이아고를 끌고 가고 지니는 그들을 불가사의의 동굴로 추방한다. 아부는 마법의 양탄자를 구하고 지니는 그것을 고친다. 알라딘은 약속을 지키고 마지막 소원을 빌어 지니를 풀어주어 인간으로 살게 해준다. 술탄은 더 이상 왕자와 결혼할 의무가 없는 새로운 술탄 왕 자스민에게 왕관을 씌우고 그녀와 알라딘은 결혼한다. 지니는 달리아와 결혼하여 가족을 시작하고 함께 세상을 탐험하며 지니는 영화 초반에 알라딘에 대한 이야기를 자녀들에게 들려주는 선원이 된다.

## 등장인물
- 미나 마수드 - 알라딘 역
- 나오미 스콧 - 자스민 공주 역
- 윌 스미스 - 지니 역
- 마르반 켄자리 - 자파 역
- 나심 페드라드 - 달리아 역
- 나비드 네가반 - 술탄 역
- 빌리 매그너슨 - 안데르스 왕자 역
- 누만 아자르 - 하킴 역

### 목소리
- 앨런 튜딕 - 이아고 역
- 프랭크 웰커 - 아부 / 라자 / 신비의 동굴 역

## 한국판 성우진
- 심규혁 - 알라딘
  - 신재범 - 노래
  - 존박 - 노래 (번안곡 '아름다운 세상')
- 사문영 - 자스민 공주
  - 민경아 - 노래
  - 박정현 - 노래 (번안곡 '아름다운 세상')
- 정성화 - 지니
- 정훈석 - 자파
- 방성준 - 술탄
- 박신희 - 달리아
- 신범식 - 안데르스 왕자
- 심승한 - 하킴
- 정성훈 - 야말
- 최은후 - 오마르
- 오가현 - 리안
- 안장혁 - 신비의 동굴
- 박상훈 - 이아고
- 이호산 - 간수
- 임윤선 - 줄라
- 황창영 - 경비병
- 김현욱 - 경비병
- 최정윤 - 길거리 여성
- 기타출연 - 이성재, 김준오, 박꽃별, 박혜연, 고혜림, 신인수, 이상익, 추광호, 문장원, 이수호, 정태준, 오정훈, 김준영, 황수정, 배명숙, 조수임

## 우리말 제작
- 한국어 제작 : Disney Character Voices International Inc.

## 제공
- 수입/배급 : 월트디즈니컴퍼니코리아 유한책임회사
- 제작 : 월트 디즈니 픽쳐스/라이드백/마크 플랫 프로덕션스

## 개봉
알라딘은 2019년 5월 8일 파리 그랑 렉스에서 월드 프리미어 상연되었다. 월트 디즈니 스튜디오스 모션 픽처스는 2019년 5월 24일에 본래 개봉 예정이었던 《스타워즈: 라이즈 오브 스카이워커》를 대신하여, 알라딘을 3D, 돌비 시네마, IMAX로 개봉했다.

## 같이 보기
- 알라딘 (1992년 영화)
- 알라딘 (디즈니)